# Río Moisie
El río Moisie (del inglés: Moisie River) es un importante río costero de Canadá que desagua en el estuario de San Lorenzo y discurre siempre por la provincia de Quebec. El río tiene una longitud de 410 km, drena una cuenca de 19 200 km² y tiene un caudal medio de 410 m³/s.

## Toponimia

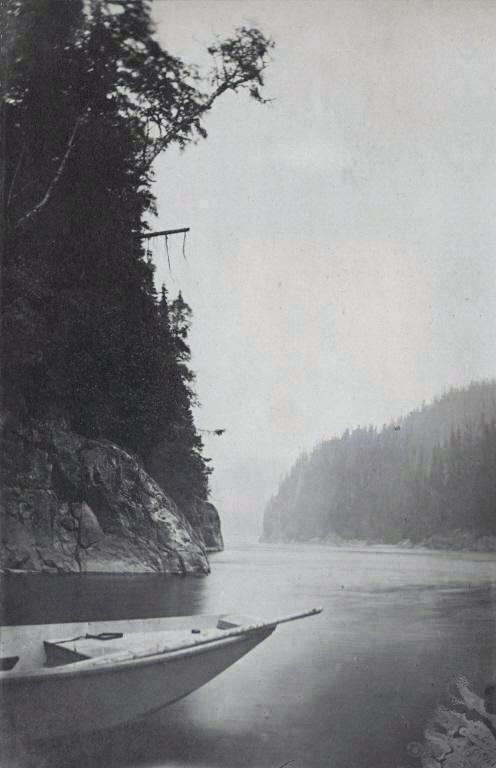
El río Moisie, hacia 1880

Los nativos usaban diferentes palabras para nombrar el río. Diferentes autores citan los nombres de Mistshipu, Mistsipi, Mastashibou, Mishtashipit y Mistasipi, que son todas palabras que tienen un significado próximo a 'gran río'. Jacques Cartier le dio su primer nombre europeo nombrándolo rivière de Chevaulx. Este nombre se mantendrá en vigor hasta el final del siglo XVII, cuando aparecerá el topónimo moderno de rivière Moisie.

## Historia
Como han hecho durante miles de años, los innu siguen utilizando el río para llegar a sus territorios norteños de caza y pesca y lo llaman Mishtashipu, 'río Grande'.
En 1535, Jacques Cartier destacó un río en el que encuentran «peces en forma de chelvaux» que resultaron ser pinnipedos. Se designará por esa razón la corriente como «rivière de Chevaulx», un nombre que se encontrará en el mapa de Mercator de 1569. El nombre de Moisie apareció a finales del siglo XVII. Entre otros, Jean Deshayes utilizó topónimo del río Moisie en su carta de 1695. El nombre podría provenir de una palabra francesa, moisie, que significa "podrido". Sin embargo, esto es incierto y existen otras hipótesis.
Los indígenas de la región utilizaban el río como una vía de entrada hacia las tierras interiores. La Compañía de la Bahía de Hudson tuvo un importante puesto comercial de pieles en el poblado de Moisie, en la desembocadura del río.

## Geografía

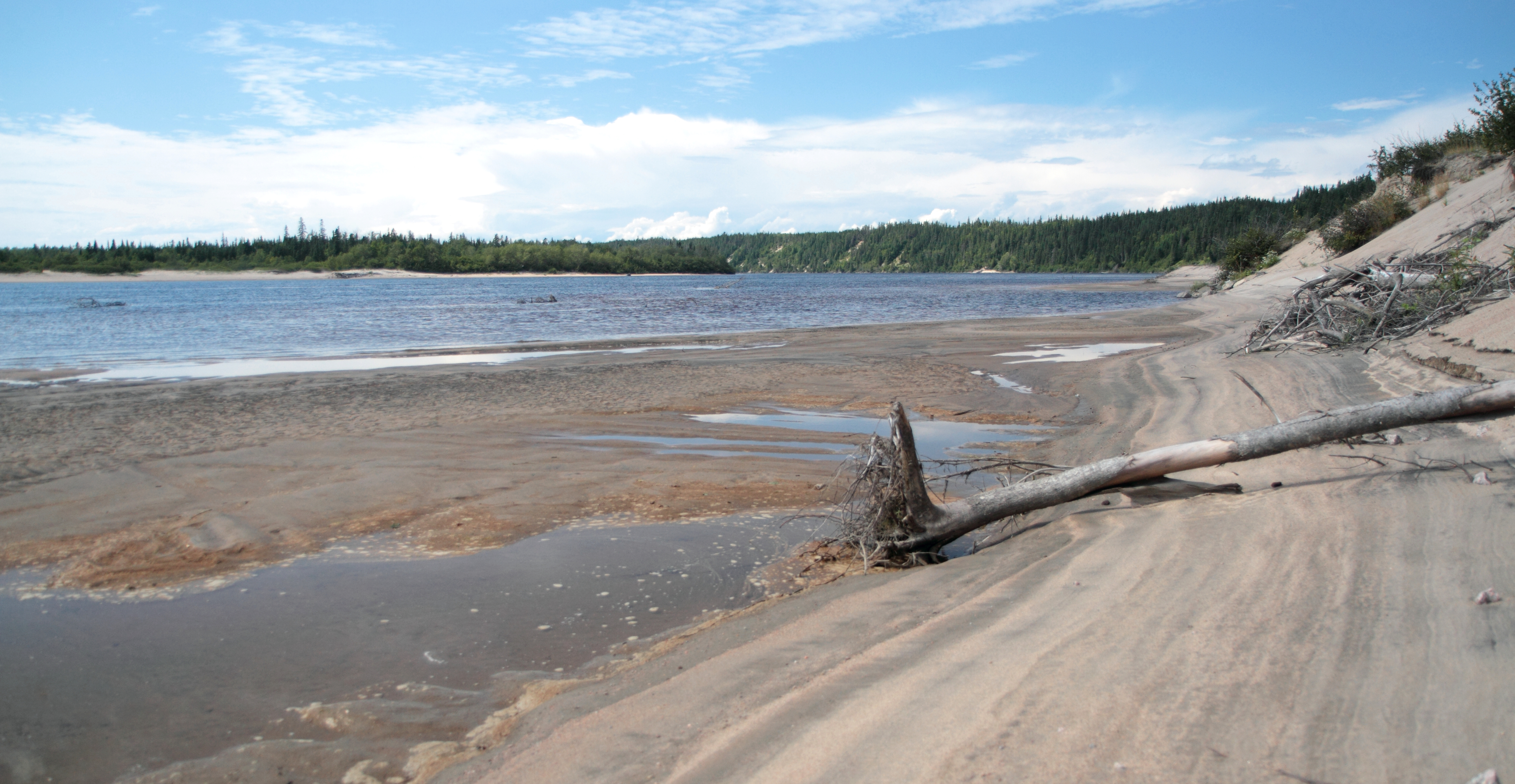
Ribera del río

El río Moisie es un río que discurre por el este de Quebec. Llamado y conocido como el Nahanni del Este, es uno de los ríos salvajes más hermosos de América del Norte. Fluye al sur desde el lago de Opocopa, cerca de la frontera de Labrador, hasta la ribera norte del río San Lorenzo al este de la ciudad de Sept-Îles (25 686 hab. en 2011). La pequeña localidad de Moisie (930 hab. en 2001) se encuentra en su desembocadura. La longitud calculada desde el punto de partida de los paseos en canoa usado generalmente, el puente de la autopista 389 sobre el río Pékans (52°43′48.19″N 67°24′47.31″O / 52.7300528, -67.4131417) es de 373 kilómetros.

### Afluentes
Los principales afluentes del Moisie son:
- Rivière aux Pékans
  - río Carheil (via Pékans)
- río Nipissis
- río Caopacho
- río Ouapetec
- río Joseph

## Fauna y flora
La fauna y la flora que se encuentran en la cuenca del río son típicas del bosque boreal que cubre gran parte del Escudo Canadiense en Quebec. El bosque está compuesto principalmente de abetos y abetos negros. También hay varias turberas en las proximidades del río. Varios tipos de musgos y líquenes también cubren el paisaje.
Los animales que normalmente pueblan el bosque boreal de Quebec se pueden observar en esta cuenca; entre otros, se ven regularmente la nutria, el zorro rojo, oso negro, alces y castor canadiense. El río, por su parte, es el hogar de varias especies de peces como la trucha, la trucha, el lucio y la anguila americana. Sus aguas también son fértiles en el salmón del Atlántico, para deleite de pescadores, y el río es el lugar más importante para el desove en el este de América del Norte.

### Una reserva acuática
El entorno del río Moisie está protegido legalmente con el fin de darle el estatus de reserva acuática. Este estatus permite que el río y una parte de su cuenca esté protegido de diversas actividades humanas que pudieran cambiar el estado del río: se prohíbe cualquier actividad de prospección, exploración y excavación o desmonte de suelos; se prohíbe la explotación minera, de gas y de petróleo; se prohíbe el manejo forestal y la tala de árboles; por último, la energía hidroeléctrica y la nueva construcción no son posibles dentro de la reserva. Sí se respetan los derechos adquiridos, sobre todo de los indígenas, particularmente en los campos de caza y pesca, estando permitida  la pesca con mosca. Largas partes del río también están protegidas como cotos de clubes privados de pesca.
Esta protección tiene como objetivo contribuir a la conservación del río en un estado natural y a mejorar el entorno natural, en un esfuerzo para proteger las especies (sobre todo de salmón del Atlántico).
La prohibición de la explotación hidroeléctrica evita los grandes cambios sufridos por dos ríos vecinos (el Manicouagan y el Outardes) que han sido modificados para dar cabida a presas y centrales eléctricas. De hecho, numerosos componentes naturales de los ríos como el ciclo de pH y la conductividad son modificados por la construcción de presas. Por ello, en el Moisie se evitarán esos cambios debido a su estado de protección. Además, el decreto también impide el desvío de dos afluentes del río Moisie por Hydro-Québec para abastecer al río Sainte Marguerite. De hecho, estaba previsto desviar el flujo de los ríos  Pékans y Carheil para el desarrollo de la central SM-3.

## Actividades en el río

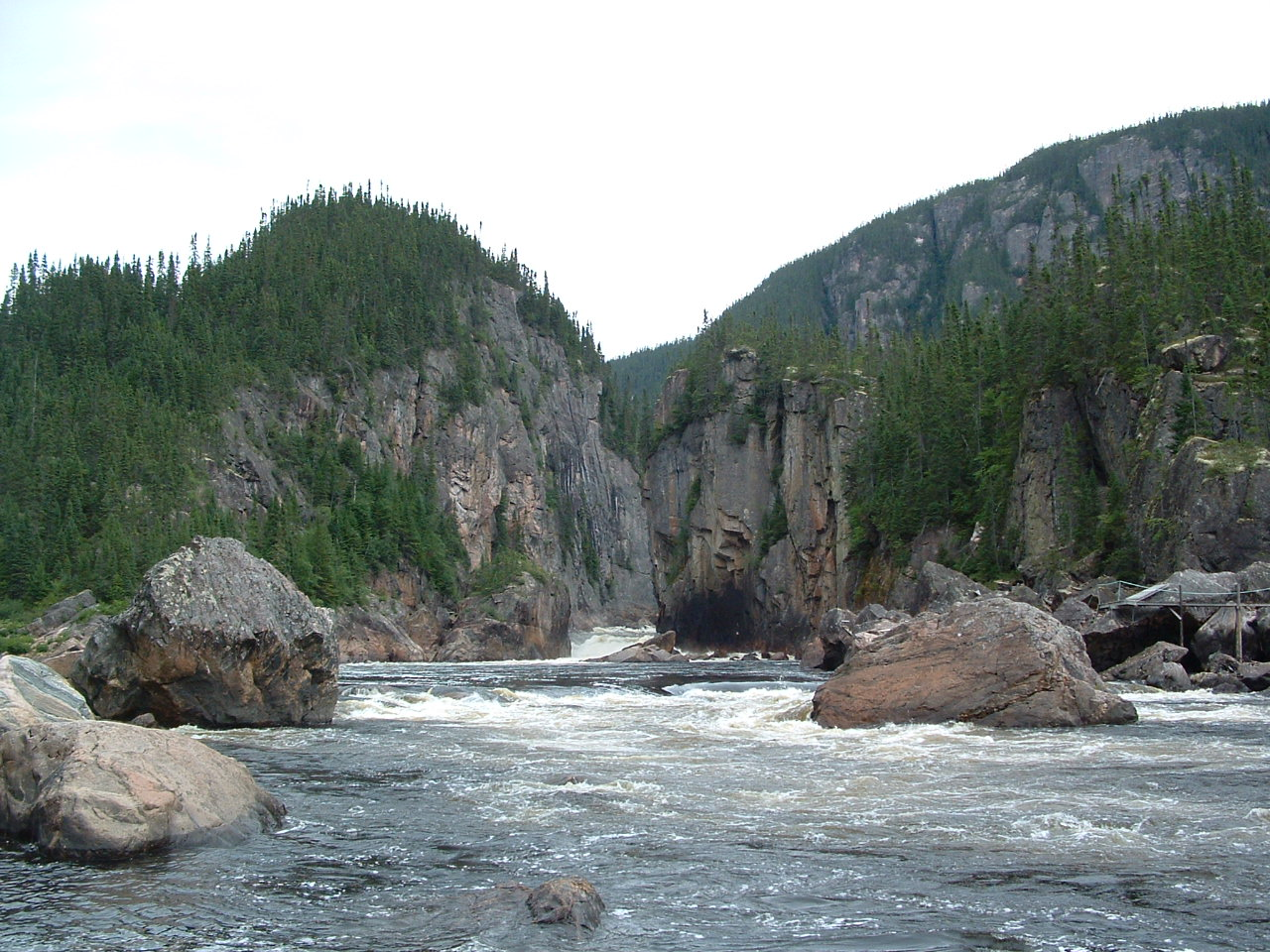
Los rápidos Katchapahun con Fish Ladder.

Dos actividades principales atraen a los amantes del aire libre al río Moisie: la pesca y el descenso en embarcaciones.
Río salmonero de reputación internacional, las actividades pesqueras se rigen por una ZEC y cinco proveedores de equipo. Sólo se permite la pesca con mosca y la temporada está abierta de mayo a septiembre.
El río Moisie es un destino popular entre los experimentados palistas que tienen gusto por las aguas bravas. Este poderoso río fluye a través de un profundo valle de origen glaciar. La anchura del valle varía considerablemente. Las impresionantes continuas y casi ininterrumpidas panorámicas de montañas y acantilados hacen de esta excursión una inolvidable experiencia en canoa. Llamado el Nahanni del Este, el río atrae a navegantes y aficionados al kayak por sus numerosos rápidos. El descenso completo del río lleva unos veinte días y ofrece un viaje con fuertes emociones. Su descenso tiene más de 100 zonas de rápidos y se considera difícil debido al caudal cambiante y a sus numerosos porteos.

### Acceso
La región del río Moisie es muy poco accesible. Para llegar allí, debe de utilizarse la Ruta 389 hasta el lago De Mille y después los piragüistas deben de atravesar varios sistemas lacustres o acceder en tren. De hecho, la línea de ferrocarril Quebec Costa Norte y Labrador (Quebec North Shore & Labrador Railway), que desde Sept-Iles enlaza con Schefferville et Labrador City, sigue en su recorrido por la ribera del río. El ferrocarril  sigue el tramo inferior del río Moisie y proporciona acceso a la meseta Quebec-Labrador desde la cual los piragüistas pueden alcanzar sus cabeceras. Esta línea se completó en 1954, permitiendo el transporte del mineral de hierro extraído en el norte hasta el Puerto de Sept-Iles, desde donde se transporta por mar por el río San Lorenzo.